# Ricardo Lozano Forero
Ricardo Lozano Forero (Bogotá, 1961 - ) es abogado y especialista en Derecho Público colombiano. Fue Viceministro del Interior, gerente de la Sociedad de Autores y Compositores de Colombia (Sayco) y de la firma Dominion Estrategia Empresarial, Vicepresidente del Club Deportivo Los Millonarios y Presidente de la Asociación de Agencias de Viajes y Turismo (Anato), ocupó los cargos de Agregado Comercial de las embajadas de Colombia en España y Ecuador, y Director de Proexport en los dos países.
Así mismo, se desempeñó como Cónsul en Canadá, Vicepresidente de la Fiduciaria La Previsora y Secretario Privado del Ministerio de Agricultura.  
Durante del Gobierno del presidente Juan Manuel Santos fue designado como embajador de Colombia en el Ecuador en febrero de 2012, cargo que ocupó hasta el año 2015. Posteriormente, el 22 de abril de 2015 fue designado Embajador de Colombia ante la República Bolivariana de Venezuela hasta el 31 de enero de 2018 y posteriormente fue trasladado a la Embajada de Colombia en Costa Rica cargo que ocupó desde el 7 de febrero de 2018.
El presidente Juan Manuel Santos anunció, a través de su cuenta de Twitter, el nombre del nuevo representante de Colombia ante el gobierno de Rafael Correa."Ricardo Lozano Forero, con amplia experiencia en sector gremial, diplomacia y comercio exterior será el embajador de Colombia en Ecuador", escribió el mandatario.Arboleda Ripoll había asumido el cargo en febrero de 2011, tres meses después de que Santos y Correa anunciaran el pleno restablecimiento de relaciones diplomáticas binacionales.Lozano Forero arribara a Quito en las próximas semanas.